# Marcin Kuchciński
Marcin Andrzej Kuchciński (ur. 31 grudnia 1976 w Olsztynie) – polski samorządowiec, menedżer i siatkarz, od 2015 członek zarządu województwa warmińsko-mazurskiego, w latach 2018–2023 w randze wicemarszałka, a od 2023 marszałek województwa warmińsko-mazurskiego

## Życiorys
Syn Andrzeja i Emilii. Wychowywał się w Olsztynie, gdzie ukończył Szkołę Podstawową nr 2 oraz IV Liceum Ogólnokształcące im. Marii Skłodowskiej-Curie. W 2000 ukończył studia na kierunku ochrona środowiska i rybactwa śródlądowego na Uniwersytecie Warmińsko-Mazurskim. Grał w klubie siatkarskim AZS Olsztyn. Pracował przez kilkanaście lat w firmach prywatnych. Był dyrektorem Departamentu Pozyskiwania Inwestorów w Warmińsko-Mazurskiej Specjalnej Strefie Ekonomicznej i wiceprezesem zarządu ds. realizacji inwestycji w spółce akcyjnej Metromex. Zasiadł również w radzie nadzorczej w spółce TBS Administrator, a w 2018 także w Radzie Inwestycyjnej Województwa Warmińsko-Mazurskiego.
Zaangażował się w działalność polityczną w ramach Platformy Obywatelskiej, w 2016 objął przywództwo w jej olsztyńskich strukturach. W 2007 (po rezygnacji innego radnego), 2010 i 2014 wchodził z jej ramienia do rady miejskiej Olsztyna; kierował w niej Komisją Sportu i Rekreacji. W październiku 2015 wojewoda rozpoczął procedurę wygaszania jego mandatu wskutek ujawnienia, że – wbrew podawanym w oświadczeniu informacjom – nie zamieszkuje w mieście, a w Kieźlinach (oraz po odmowie odwołania go przez samą radę). 2 listopada 2015 znalazł się w zarządzie województwa warmińsko-mazurskiego V kadencji. W 2018 uzyskał mandat radnego sejmiku warmińsko-mazurskiego VI kadencji. 4 grudnia 2018 wybrany na wicemarszałka województwa, odpowiedzialnego m.in. za sprawy infrastruktury, geodezji, ochrony zdrowia, zamówień publicznych, administracji i obsługi urzędu oraz dróg wojewódzkich. W 2019 bez powodzenia kandydował z ostatniego miejsca listy Koalicji Obywatelskiej w wyborach do Sejmu w okręgu olsztyńskim. 7 listopada 2023 sejmik województwa warmińsko-mazurskiego wybrał go na urząd marszałka województwa; zastąpił na tej funkcji Gustawa Marka Brzezina.
W 2024 został wybrany na radnego województwa VII kadencji. 14 maja tego samego roku radni ponownie powierzyli mu funkcje marszałka.

## Życie prywatne
Żonaty z Eweliną; zamieszkał w Kieźlinach.